# جون هاريس جونيور
جون هاريس جونيور (بالإنجليزية: John Harris, Jr.)‏ هو شخصية أعمال أمريكي، ولد في 1716، وتوفي في 29 يوليو 1791.